# Shana Bundeli
Shana Bundeli (* 24. Mai 2006 in Biel) ist eine Schweizer rhythmische Sportgymnastin. Im Jahr 2023 nahm sie an einem internationalen Wettkampf in Budva, Montenegro, teil und sicherte sich dabei die Bronzemedaille durch eine Ball-Übung.

## Karriere
Bundeli verzeichnete weitere Erfolge in ihrer Karriere, darunter die Silbermedaille mit dem Band beim renommierten Happy Cup 2022 in Gent, Belgien. Zudem nahm sie am FIG-Turnier „Rhythmische Gymnastik International“ in Fellbach-Schmiden, Deutschland, teil.
Bundeli repräsentierte ihr Heimatland bei Junioren-Europameisterschaft im Jahr 2021, in Varna, Bulgarien.